# شاتس
شاتس (به انگلیسی: Shotts) یک شهرک در اسکاتلند است که در لانارکشر شمالی واقع شده است. شاتس ۸٬۸۴۰ نفر جمعیت دارد.